# Galeus friedrichi
Galeus friedrichi — акула з роду пилкохвоста котяча акула родини котячі акули. Описаний у 2022 році.

## Назва
Вид названо на честь Юргена Фрідріха, європейського філантропа та співзасновника JAF Foundation (Швейцарія), на знак визнання його відданості збереженню морської природи, дослідженням та пропаганді.

## Розповсюдження
Ендемік Філіппін. Описаний з трьох екземплярів, що виявлені неподалік узбережжя міста Дапітан в провінції Північна Замбоанга острова Мінданао. Зразки зібрані на глибині 550 м.

## Опис
Акула має збільшені зубці на хвостовому плавці, що надає їй вигляду «пильчатого хвоста», як і всіх інших котячих акул. Тіло і хвостовий плавець акули не мають плям. Вона виростає до 50 сантиметрів (20 дюймів) і має більше хребців, що відрізняє її від усіх інших котячих акул.